# 전술적 미디어
전술적 미디어(Tactical media)는 1996년에 만들어진 용어로, 영구적이고 대안적인 미디어 매체 창설보다 미디어 영역에 일시적인 개입을 특권으로 삼는 미디어 행동주의의 한 형태를 나타내는 용어이다.

## 예
전술적 미디어 프로젝트는 예술과 행동주의의 혼합인 경우가 많으며, 이는 많은 부분이 다양한 예술 운동에 뿌리를 두고 있는 이유를 설명한다. 특히 전술적 미디어 이론가 Geert Lovink는 "담론에 예술을 더하면 광경이 된다"고 제안했는데,  이는 그 인상적이고 기억에 남는 성격을 반영한다. 비록 그것이 작동하는 엄격한 매체는 없지만, 전술적 매체는 종종 매우 높은 미학적 가치를 지닐 수 있으며 "스펙터클"을 추가하고 예술적 뿌리의 일부를 강화한다.

### GWbush.com
1998년에 컴퓨터 프로그래머이자 정치 운동가인 Zack Exley는 도메인을 구입하고 GWbush.com이라는 웹사이트를 만들었다.  그는 일부 기업 웹사이트에서 그랬던 것처럼 조지 W. 부시의 공식 웹사이트 사본을 구축하기 위해 RTMark (아트 마크로 발음) 그룹을 초대했다.
나중에 Zack Exley는 웹사이트를 좀 더 주류 풍자로 바꾸었고(RTMark로부터 비판을 받음) "모든 마약 수감자들로부터 배운 한, 모든 마약 수감자들을 용서하겠다"는 약속을 알리는 부시 캠페인의 가짜 보도 자료를 게시했다. 이로 인해 부시의 공직 선거 운동 중에 이 웹사이트는 수백만 건의 조회수를 받았을 뿐만 아니라 ABC News, USA Today 및 Newsweek 와 같은 기관에서도 보도되었다.  이 현상은 해당 기준에 부합하므로 전술적 매체로 분류될 수 있다.

### 전술공군
2000년 멕시코 사파티스타 민족해방군 사회운동은 '전술공군' 창설을 결정했다. 사파티스타의 공군은 수백 대의 종이 비행기로 구성되었는데 연방 막사의 울타리 너머로 비행기를 던졌다. 비행기가 날라오자 혼란스러운 군대는 재빨리 종이 침입자를 향해 소총을 겨누었고 전쟁 대 평화라는 매우 강력한 메시지를 전달하는 이미지를 만들었다. 이 전달 이미지의 궁극적인 목표는 정부였다. 

## 비교
이는 종종 문화 방해 와 비교되어 왔다. 둘 다 대중 매체에 의해 통제되는 공공 공간을 점유하기 위해 동일한 기술을 많이 사용하기 때문이다. 그러나 두 가지 관행이 다른 점은 이 공공 공간을 확보하는 방식에 있다. 문화 방해는 그 내부의 지배적인 관행에 대한 반응으로 구성되는 반면, 전술적 미디어는 지배적인 관행을 사용하여 문화에 침투하여 그 일부가 된다는 점에서 차이가 있다. 전술미디어는 대안미디어 와도 비교되어 왔다. 대체 미디어가 빠른 전술로 지배 매체에 침투하려고 하지 않는 매스미디어를 다루는 방식에서 차이점이 있다. 또한 대안미디어는 이름에서 알 수 있듯이 지배적인 것에 대한 대안을 제안함으로써 그것에 반대하려고 시도하는 이론이다. 

## 조직
- 비평 예술 앙상블
- 응용자율연구소
- RT마크
- 서브로사
- 텔레스트리트
- 예스맨
- Mídia Tática 브라질

## 추가 읽기
- Raley, Rita (2009). 《Tactical Media》. University of Minnesota Press. ISBN 978-0-8166-6798-7. OCLC 437046084.
- Ray, Gene; Sholette, Gregory (September 2008). “Introduction: Whither Tactical Media?”. 《Third Text》 (영어) 22 (5): 519–524. doi:10.1080/09528820802439989. ISSN 0952-8822.
- Renzi, Alessandra (2008). 〈The Space of Tactical Media〉.   Boler, Megan. 《Digital Media and Democracy: Tactics in Hard Times》. MIT Press. ISBN 978-0-262-02642-0. OCLC 165956671.
- Vinogradova, Svetlana Michailovna; Melnik, Galina Sergeevna; Shaldenkova, Tatyana Yurievna (2020년 3월 26일). “Promotion of Ideology of Protest in the Tactical Media”. 《Journal of Political Marketing》 (영어): 1–14. doi:10.1080/15377857.2020.1724422. ISSN 1537-7857.
- Tactical Media- The Brazilian Context (Ricardo Rosas, 2004)